# ミューザ川崎セントラルタワー

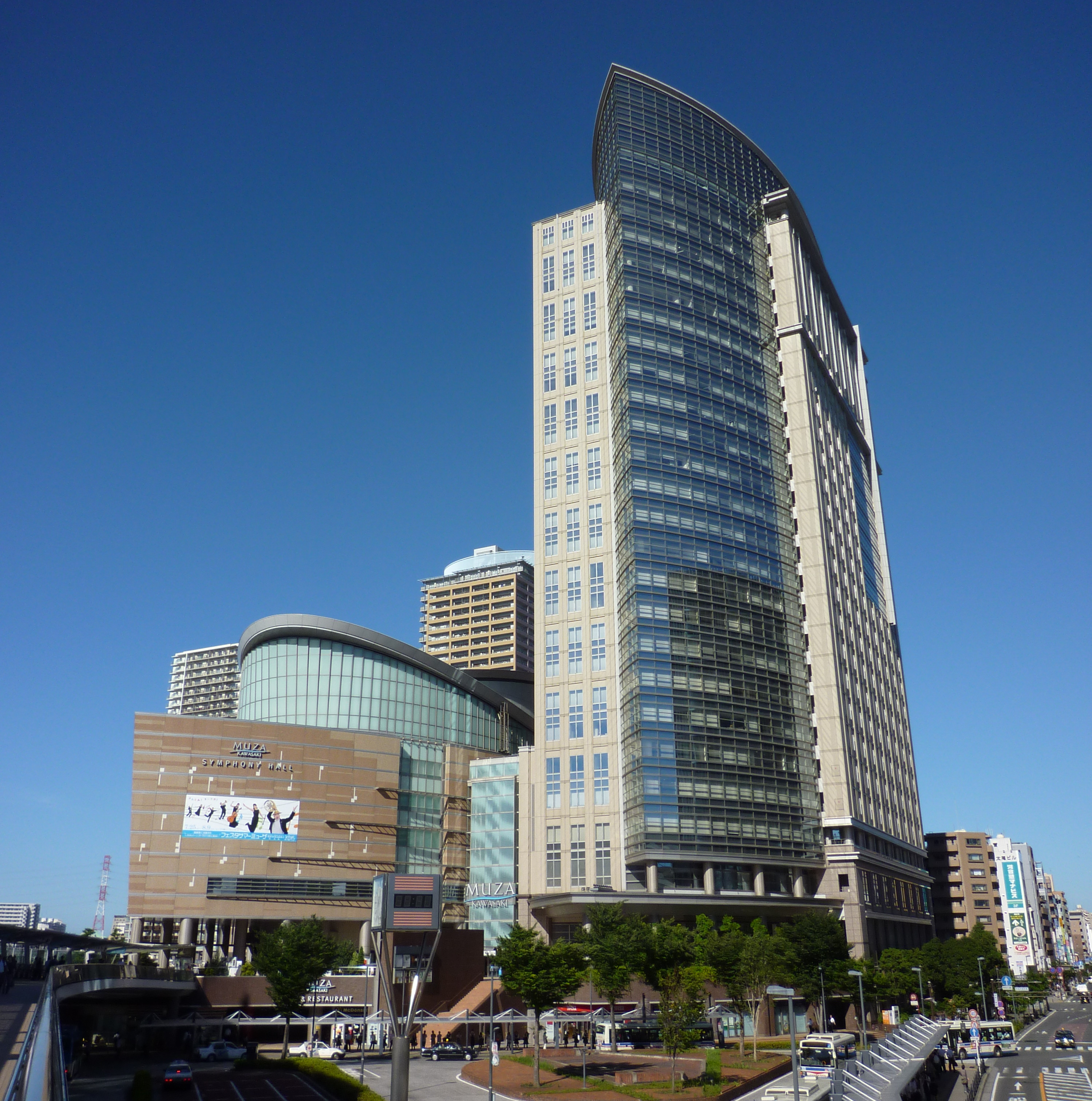
ミューザ川崎セントラルタワー（右）

ミューザ川崎セントラルタワー（ミューザかわさきセントラルタワー）は、神奈川県川崎市幸区、川崎駅西口駅前に建設された超高層オフィスビルである。音楽ホール「ミューザ川崎シンフォニーホール」やショッピングゾーンと併せて、ミューザ川崎を構成している。

## 概要
- 川崎市の川崎駅西口整備構想により都市基盤整備公団（現：都市再生機構）が建設したもので、設計者は松田平田設計他、施工は大成建設が担当、2003年12月に竣工した。
- 地上27階、塔屋3階、地下2階、高さ128.34m
- 主なテナント
  - 独立行政法人 新エネルギー・産業技術総合開発機構 (NEDO)
  - 独立行政法人 石油天然ガス・金属鉱物資源機構
  - 独立行政法人 森林研究・整備機構　森林整備センター
  - 独立行政法人 環境再生保全機構
  - トイザらス
  - 東京海上日動ファシリティーズ
  - 株式会社インフォマティクス
  - ユニアデックス株式会社
  - アニメイト川崎店　2階
  - 東芝プラントシステム
  - 東芝ライフスタイル
  - 東芝コンシューママーケティング
  - 東芝エルイートレーディング

## 所在地
- 〒212-0014 神奈川県川崎市幸区大宮町1310番地